# Şener Saltürk
Şener Saltürk (* 1974 in Dortmund) ist ein deutscher Autor. Er hat in den 2000er Jahren zwei Kurzgeschichten veröffentlicht, wodurch er kurzzeitig als Vertreter einer jungen deutsch-türkischen Literatur eine gewisse Beachtung fand.

## Wirken
Saltürks Kurzgeschichte Winterswijk fand 2000 Aufnahme in die Anthologie Morgen Land: Neueste deutsche Literatur, die laut dem veröffentlichenden S. Fischer Verlag eine Sammlung der literarischen „Avantgarde der ethnischen Ränder der bundesdeutschen Gesellschaft“ darstellt. Eine Veröffentlichung in der Anthologie 20 unter 30: Junge deutsche Autoren (2002), die „zwanzig der interessantesten jungen deutschen Autoren“ vorstellen wollte. Der Herausgeber des Buchs, Martin Brinkmann, bezeichnete Saltürks Beitrag in der taz als „Ruhrpott-Rapp-Proleten-Text“. 
Deutsche und türkische Literaturwissenschaftler beschäftigten sich an der Universität Istanbul u. a. damit, wie in Saltürks Texten „Begriffe, die (eigentlich) hochgelobt und gepriesen werden, satirisch und ironisch karikiert“ werden.
Auf dem Braunschweiger „Troia-Festival“ 2001 für Zirkus, Theater und Performances hielt er eine Lesung zusammen mit Jamal Tuschick.
Neben seiner literarischen Arbeit produzierte Saltürk in der damaligen Zeit auch vereinzelt Texte für die Junge Welt, unter anderem im Bereich Musik- und Literaturkritik.
Saltürk studierte Germanistik und Anglistik an der Universität Duisburg-Essen. Seitdem unterrichtet Saltürk an einem Gymnasium im Ruhrgebiet.

## Werke

### Belletristik
- Morgen Land: Neueste deutsche Literatur (Beitrag, 2000)
- 20 unter 30: Junge deutsche Autoren (Beitrag, 2002)

## Einzelbelege
1. ↑  ak - analyse & kritik - zeitung für linke Debatte und Praxis / Nr. 443 / 26. Oktober 2000
2. ↑  Jamal Tuschick (Hg.): Morgen Land. Neueste deutsche Literatur. Anthologie. In: perlentaucher.de. Abgerufen am 16. März 2024.
3. ↑  http://www.literaturkritik.de/public/buecher/Buch-Info.php?buch_id=10492
4. ↑  Manfred Durzak, Nilüfer Kuruyazıcı, Canan Şenöz Ayata: Die andere Deutsche Literatur - Istanbuler Vorträge, İstanbul Üniversitesi/Königshausen & Neumann 2004, S. 137

| Personendaten    | Personendaten                                  |
| ---------------- | ---------------------------------------------- |
| NAME             | Saltürk, Şener                                 |
| KURZBESCHREIBUNG | deutscher Schriftsteller türkischer Abstammung |
| GEBURTSDATUM     | 1974                                           |
| GEBURTSORT       | Dortmund                                       |